# Robinson R44
Robinson R44 er en lille 4-sædet helikopter produceret af Robinson Helicopter Company siden 1992.
R44 er en større udgave af Robinsons 2-sædede R22 og har derfor en relativt kraftigere motor og mere indvendig plads.
I Danmark bruges den hovedsageligt af private til hobbybrug, samt af virksomheder til rundflyvninger osv.

## Specifikationer (R44 Raven II)
Generelt
- Besætning: 1
- Passagerer: 3
- Løfteevne: 408 kg
- Højde: 3,3 m
- Længde (ekskl. rotor): 9,0 m
- Længde (inkl. rotor): 11,7 m
- Hovedrotordiameter: 10,1 m
- Halerotordiameter: 1,5 m
- Vægt (tom): 726 kg
- Vægt (lastet): 1.134 kg
- Motor: 1×Lycoming IO-540-AE1A5 6-cylindret luftkølet boksermotor med direkte brændstofindsprøjtning.

Ydelse
- Topydelse: 260 hk (100%)
- Marchydelse: 205 hk (78%)
- Tophastighed: 130 knob (240 km/t)
- Marchhastighed: 110 knob (203 km/t)
- Rækkevidde: 300 sømil (560 km)

Ved max. gas og løft yder motoren 260 hk – dette er konstruktionen dog ikke designet til. Det er tilladt at belaste motoren så den yder 225 hk i op til 5 minutter, hvilket er max. belastning for transmission og andre udsatte dele.
Andet
R44 benytter oktan 100 flybenzin. Hovedtanken er på 116 liter og reservetanken er på 69 liter. Ved alm. belastning forbrændes der ca. 60 l i timen, hvilket giver en flyvetid på ca. 3 timer.